# Robert Walthour
Robert "Bobby" Walthour (Atlanta, 1 de janeiro de 1878 - Boston, 3 de setembro de 1949) foi um ciclista estatunidense, profissional desde 1896 até 1916. Considerado um dos melhores ciclistas de seu país a princípios de século XX, se dedicou às competições de Ciclismo de pista. Conseguiu dois Campeonatos mundiais de meio-fundo em 1904 e 1905 e um Campeonato da Europa em 1911.
Seu filho Bob e seu sobrinho Jim também se dedicaram profissionalmente ao ciclismo.

## Palmarés
- 1896
  - 1.º nos Seis dias de Boston (individual)
- 1901
  - 1.º nos Seis dias de Nova York (com Archie McEachern)
- 1902
- Campeão dos Estados Unidos de Médio Fundo
- 1903
  - 1.º nos Seis dias de Nova York (com Ben Munroe)
- Campeão dos Estados Unidos de meio-fundo
- 1904
  - Campeão do Mundo de meio-fundo
- 1905
  - Campeão do Mundo de meio-fundo
  - 1911
  - Campeão da Europa de meio-fundo